# Teatro de títeres

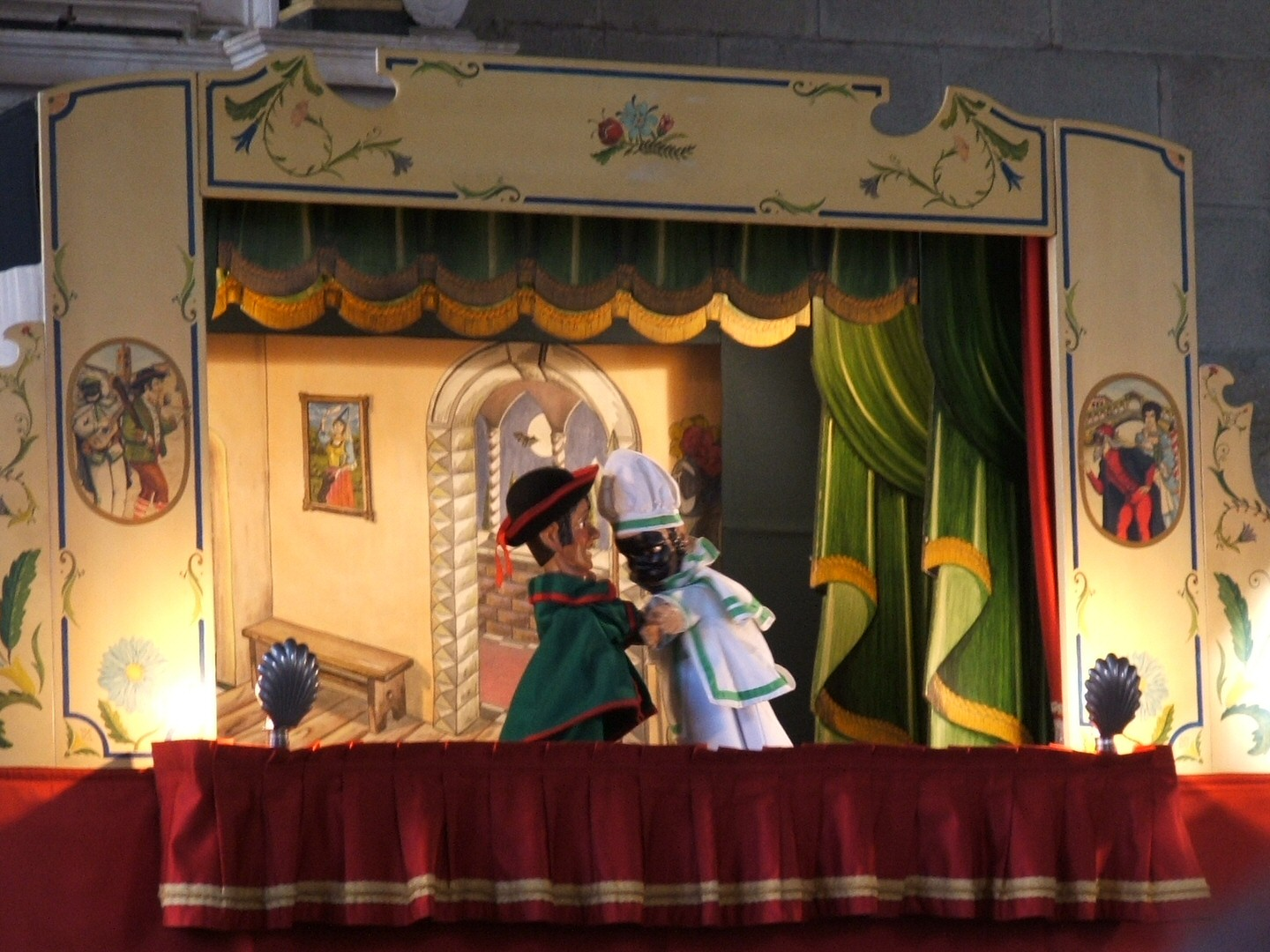
Títeres en Bérgamo (Italia): en escena "Gioppino" y "Brighella", máscaras tradicionales de la commedia dell'arte, rescatados en el teatro de títeres.

El teatro de títeres (también llamado teatro de marionetas o teatro de muñecos) es el espectáculo mudo o sonoro realizado con títeres o muñecos para manipular, ya sean de guante, de varilla, de sombra, o marionetas (títeres articulados movidos por hilos). Asimismo, teatro de títeres puede hacer referencia al local o espacio donde se representan las funciones, así como al teatrillo, retablo o conjunto de escenario, atrezo, decorados y muñecos, construidos para hacer títeres.
A lo largo de los siglos, esta forma de espectáculo ha desarrollado una rica variedad de modelos, tipos y técnicas, desde las más primitivas en antiguas civilizaciones de Oriente y Occidente, hasta las nuevas fórmulas y estéticas aparecidas en la segunda mitad del siglo XX, algunas de ellas con un progresivo uso de tecnología.

## Origen

### Precedentes históricos

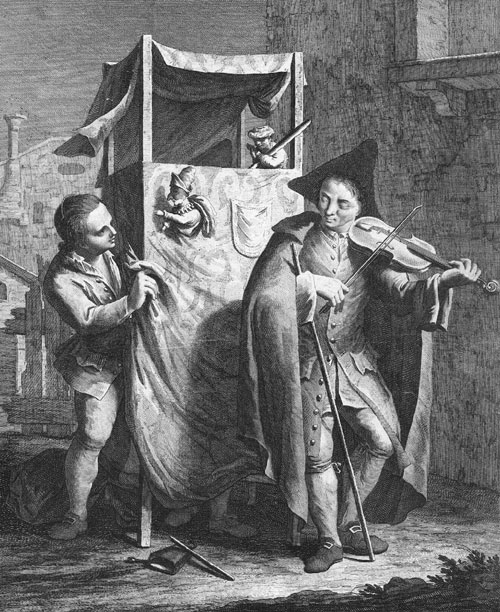
Títeres, copia del grabado en color hecho por Giovanni Volpato, conservado en el Museo de Gadagne de Lyon. Reproduce un óleo pintado hacia 1770 por el veneciano Francesco Maggiotto.

Algunos historiadores sostienen que su uso se anticipó a los actores en el teatro. Hay ejemplos arqueológicos de que existieron en Egipto unos 2000 antes de Cristo con el uso de figuras de madera manipulables con una cuerda. Algunos muñecos articulados de marfil también fueron encontrados en tumbas egipcias. Incluso algunos jeroglíficos describen "estatuas de pie" utilizadas por los antiguos egipcios en dramas religiosos.
Los escritos más antiguos sobre los títeres se atribuyen a Jenofonte en 422 a. C. Entre las modernas aportaciones pueden mencionarse la de Jodorowsky, con su creación en 1950 del Teatro de Títeres del Teatro Experimental de la Universidad de Chile; y la de Jim Henson, su Muppets Show y demás "teleñecos".

### Los retablos
Los primeros teatritos mecánicos que se mencionan, en 1539 según Varey, son los llamados retablos (por su parecido con las tablas pintadas o en relieve). El término, de origen religioso, se aplicó poco después a los títeres manuales. Más tarde llegarían a diferenciarse ambos teatrillos, quedando el término retablo para los manuales, y los ópticos y mecánicos empezaron a conocerse como tutilimundi, totilimondi, mundinovi o mundonuevo. Covarrubias, en su definición, aclara que el mencionado retablo era la "caxa" (armazón del teatrillo) y no los títeres.
En las artes escénicas, "retablo" es el pequeño escenario en el que se representa el teatro de títeres. El DRAE hace derivar ese uso ("pequeño escenario en que se representaba una acción valiéndose de figurillas o títeres") de la definición y descripción de los retablos pictórico-escultóricos, y destaca su capacidad de representación narrativa: "conjunto o colección de figuras pintadas o de talla, que representan una historia o suceso") antes que su capacidad decorativa como elemento arquitectónico. En 1611, el citado Covarrubias dejó escrita en su Tesoro de la lengua castellana, una curiosa descripción de los diferentes modelos de retablo y sus maquinarias.
Cervantes, que dejó noticia de titiriteros en varias de sus obras, se refiere a los retablos en dos ocasiones singulares, en El retablo de las maravillas, entremés de 1615, y en los capítulos XXV y XXVI de la segunda parte de Don Quijote de la Mancha, publicada aquel mismo año. Por su parte, tomando al autor del Quijote como referente, Manuel de Falla compuso en 1923 El retablo de Maese Pedro (con títeres y escenografía de Hermenegildo Lanz y la colaboración de Manuel Ángeles Ortiz); continuando la cultura de las marionetas gaditanas de la Tía Norica (una de las más valiosas colecciones de títeres de cuerda de España). Poco después, en 1930, culminando sus trabajos para los populares títeres de cachiporra, Federico García Lorca escribió el Retablillo de Don Cristóbal.

### Era contemporánea en Occidente
Desde principios del siglo XIX, los títeres comenzaron a inspirar a artistas de las tradiciones del "alto arte". En 1810, Heinrich von Kleist escribió un ensayo 'On the Marionette Theatre' ("Sobre el teatro de marionetas"), admirando la "falta de conciencia de sí mismo" del títere. Los títeres se desarrollaron a lo largo del siglo XX de diversas formas. Apoyado por el desarrollo paralelo del cine, la televisión y otros medios cinematográficos, en la actualidad llega a una audiencia mayor que nunca. Otro avance, que comenzó a principios de siglo, fue la creencia de que el teatro de marionetas, a pesar de sus raíces populares y folclóricas, podía dirigirse a un público adulto con una voz adulta y experimental, y revitalizar la alta tradición artística del teatro de actores.
Sergei Obraztsov exploró el concepto de kukolnost ('títere'), a pesar de la insistencia de Iósif Stalin en el realismo. Otros pioneros, entre ellos Edward Gordon Craig y Erwin Piscator, fueron influenciados por los títeres en su cruzada para realzar la corriente principal. Maurice Maeterlinck, Bernard Shaw, Federico García Lorca y otros escribieron obras de títeres y artistas como Pablo Picasso, Alfred Jarry y Fernand Léger comenzaron a trabajar en teatro. El concepto de Craig de "übermarionette", en el que el director trata a los actores como objetos, ha sido muy influyente en el "teatro de objetos" y el "teatro físico" contemporáneos. Tadeusz Kantor frecuentemente sustituía a los títeres por actores, o combinó los dos, y dirigía cada actuación desde el borde del escenario, en cierto modo similar a un titiritero.
Kantor influyó en una nueva generación formalista de directores como Richard Foreman y Robert Wilson, quienes se preocupaban por el "objeto" en términos teatrales, "poniéndolo en escena y encontrando diferentes maneras de mirarlo" (Foreman). Titiriteros innovadores como Tony Sarg, Waldo Lanchester, John Wright, Bil Baird, Joan Baixas, Sergei Obratsov, Philipe Genty, Peter Schumann, Dattatreya Aralikatte, The Little Players, Jim Henson, Dadi Pudumjee y Julie Taymor también han seguido desarrollando el formas y contenidos de los títeres, de modo que la frase "teatro de títeres" ya no se limite a las formas tradicionales de marionetas, títeres de guante o de varilla. Directores y compañías como Peter Schumann de Bread and Puppet Theatre, Bob Frith de Horse and Bamboo Theatre y Sandy Speiler de In the Heart of the Beast Puppet and Mask Theatre también han combinado el teatro de máscaras y títeres donde se integran el artista, los títeres y los objetos dentro de un mundo teatral en gran medida visual que minimiza el uso del lenguaje hablado.
La Fundación Jim Henson, fundada por el titiritero y creador de los Muppets Jim Henson, es una organización benéfica y filantrópica creada para promover y desarrollar los títeres en los Estados Unidos. Ha concedido 440 subvenciones a artistas innovadores del teatro de marionetas. Los grupos de títeres de principios del siglo XXI, como el HomeGrown Theatre en Boise, Idaho, continúan la tradición satírica de vanguardia para los milenials

## Teatro de títeres en España (sigloXX)

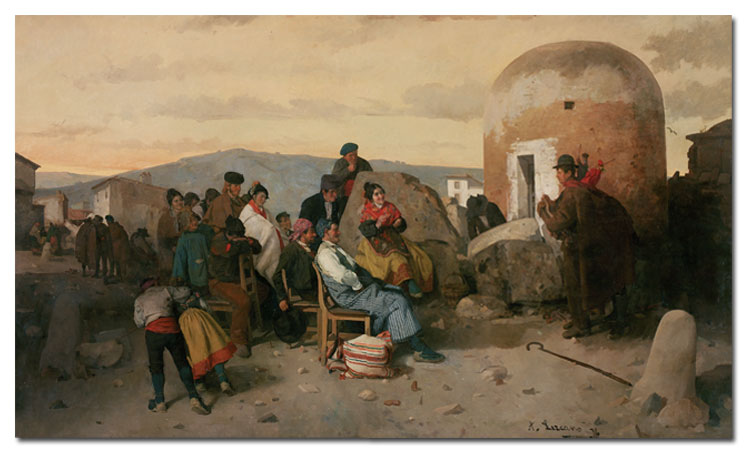
Teatro de títeres en España
Ángel Lizcano, 1925

En las primeras décadas del siglo XX, la cultura del títere alcanzó un alto nivel de calidad artística y literaria. Además de las incursiones en el medio titiritero de Falla y Lorca, en Cataluña, por ejemplo, a partir de la introducción por artistas italianos de las sombras chinescas al comienzo del siglo XIX, el teatro de sombras sedujo con su poética a personajes como Pere Romeu, Santiago Rusiñol y Miquel Utrillo, impulsores de inolvidables veladas titiriteras en el café de «Els Quatre Gats» en la Barcelona del cambio del siglo XIX al XX. Poética que más tarde recuperó Jacinto Grau en El señor de Pigmalión (1921).
La reunión en Madrid de artistas e intelectuales de toda España rescató del olvido el arte titiritera durante las primeras décadas del siglo XX. Se considera como uno de los estimulantes de esa renovación del género la experiencia propuesta por Jacinto Benavente y su teatro para niños (Teatro fantástico), en cuyo marco se estrenó en 1910 la Farsa infantil de la cabeza del dragón de Ramón del Valle Inclán, y más tarde el "Teatro Pinocho" dirigido por Magda Donato y Salvador Bartolozzi, y llegando desde Granada el don Cristóbal, bruto poético, par de otros "títeres de cachiporra" como Punch, Guiñol o los primitivos polichinelas. En la década de 1920, la literatura del títere español alcanzaría su momento más brillante de la mano del gallego Valle-Incláncon su Tablado de marionetas para la educación de príncipes (1926) y los "dramas para marionetas" incluidos en su Retablo de la avaricia, la lujuria y la muerte.
En el umbral de la guerra civil española, el Gobierno de la Segunda República Española a través del Ministro de Instrucción Pública y desde las plataformas del Museo Pedagógico Nacional y la Institución Libre de Enseñanza patrocinó el proyecto de solidaridad cultural conocido como Misiones Pedagógicas impulsadas por Manuel Bartolomé Cossío desde la Institución Libre de Enseñanza. Dentro de ellas, y como recurso para llegar a los confines más perdidos de la geografía española, se organizó el "Retablo de fantoches". Uno de sus directores y dramaturgos fue Rafael Dieste, que escribió para aquel mágico guiñol ambulante piezas como Farsa infantil de la fiera risueña (1933), El falso faquir (1933), Curiosa muerte burlada (1933), La doncella guerrera (1933) y Simbiosis (1934).

## Tipología del teatro de títeres
Los profesionales reconocen cuatro técnicas básicas: los títeres de guante, los de varilla, los de sombra y las marionetas (títere articulado movido por cuerdas o hilos). A lo largo de la historia, estos cuatro modelos de manipulación se han mezclado, ampliado y enriquecido, desarrollando una variada tipología:
- Títere bufón o marotte, quizá inspirado en el cetro de los bufones medievales; sencillo, primitivo e infantil: una cabeza atada a un palo cubierto por un largo faldón. Su máxima expresión, por tamaño y dificultad de manejo, sería la Marotte a la cintura.
- Títeres digitales (el títere dedal para Mane Bernardo), solo recomendable en espacios reducidos pero de un gran juego pedagógico.

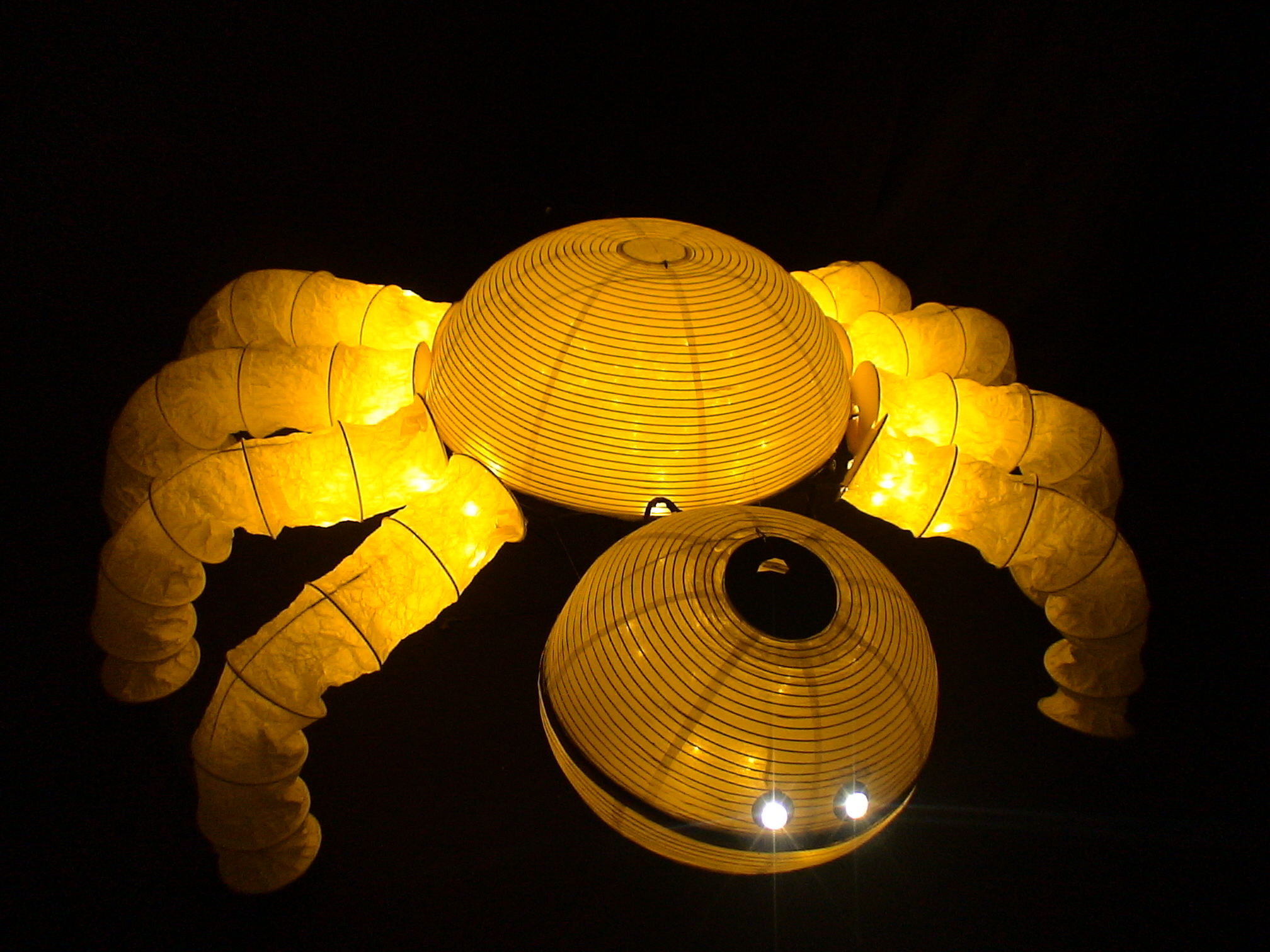
Títere plástico gigante ideado por el ruso Nikolai Zykov.

- Títere mimado en el que la mano del titiritero que no sujeta el palo, aparece como mano del propio muñeco.
- Títere de peana o pelele de piso (suelo), del tipo de títeres esperpento, finalmente relacionados con el «body-puppet» o Títere pelele.
- Títeres de mecanismos, más comunes en Europa, cuyos muñecos, manipulados desde abajo con varillas internas (que mueven no sólo los brazos sino también la boca, los ojos, las cejas), requieren la sincronía de varios titiriteros ocultos en el armazón del retablo.
- Títeres plásticos, una de las nuevas vías para el universo del títere, con el concurso de las nuevas tecnologías.[24]

## Teatro de títeres en Hispanoamérica
Entre los titiriteros y creadores pioneros, y las numerosas compañías que continúan activas se podrían citar: Mane Bernardo, la familia Cueto, Wilberth Herrera, Javier Villafañe, Roberto Lago, Frederik Vanmelle, Silvina Reinaudi, Fredy Reyna, los hermanos Rosete Aranda, Héctor di Mauro y un largo etcétera.